# Provincia di Antofagasta
La provincia di Antofagasta è una delle tre province della regione cilena di Antofagasta, il capoluogo è la città omonima.	
La provincia comprende i comuni di:
- Antofagasta
- Mejillones
- Sierra Gorda
- Taltal